# میدان ولیعصر (شیراز)
میدان ولیعصر یکی از میدان‌های اصلی شیراز در ایران است. این میدان از شرق به بلوار مدرس، از غرب به بلوار کریم خان زند و خیابان تختی (شهناز) ختم می‌شود. پل کابلی ولیعصر، بزرگ‌ترین و طویل‌ترین پل کابلی کشور، از روی این میدان گذر می‌کند و بلوار زینبیه را از جنوب و بلوار سلمان فارسی (پیرنیا) را از شمال به یکدیگر متصل می‌کند. نام پیشین این میدان ولیعهد بوده‌است.
ایستگاه متروی میدان ولیعصر، پایانه اتوبوسرانی ولیعصر و بیمارستان شهید بهشتی (بیمارستان شیراز) از مکان‌های مجاور میدان هستند.

## ترابری

### جاده‌ای
- پل ولیعصر
- بلوار کریم‌خان زند
- بلوار مدرس
- بلوار سلمان فارسی (پیرنیا)
- خیابان تختی (شهناز)

### اتوبوسرانی
- خط ۱۰
- خط ۱۷
- خط ۲۰
- خط ۵۱
- خط ۷۰
- خط ۷۱
- خط ۷۲
- خط ۷۶
- خط ۷۷
- خط ۷۹
- خط ۹۷
- خط ۹۸

### مترو
- ایستگاه متروی میدان ولیعصر